# Kasilanjärvi
Kasilanjärvi är en sjö i kommunen Mänttä-Filpula i landskapet Birkaland i Finland. Sjön ligger 101,8 meter över havet. Arean är 45 hektar och strandlinjen är 3,71 kilometer lång. Sjön  ingår i Kumo älvs huvudavrinningsområde.   Den ligger omkring 66 km nordöst om Tammerfors och omkring 210 km norr om Helsingfors. 
I sjön finns ön Kaunistonsaari. 